# George Benson
George Benson (22. marts 1943 i Pennsylvania USA) er en amerikansk jazz-popguitarist og sanger.  
Benson spillede i 1960'erne med gospel musikere og orgelgrupper og indspillede plader i eget navn f.eks. Uptown, som er en klassikker. Han fik sit store gennembrud, da han blev inviteret til at indspille og turnere med Miles Davis.
Benson fik i 1974 en pladekontrakt med selskabet CTI Records ledet af impresarioen Creed Taylor, hvor han indspillede en snes plader bl.a. Bad Benson, som blev en bestseller. 
I 1980'erne gik Benson i en mere poporienteret retning og begyndte at synge. Han lavede en lang række plader, hvor han synger og spiller guitar med hitorienteret musik. 
Benson videreførte arven fra sit forbillede Wes Montgomery.

## Udvalgt Diskografi
- The New Boss Guitar
- It´s Uptown
- The George Benson Cookbook
- Shape Of Things To Come
- Beyond The Blue Horizon
- White Rabbit
- Bad Benson
- Breezin
- Benson and Farrell
- In Flight
- In Your Eyes
- Tenderly